# Tamara Gonzalez Perea
Tamara Gonzalez Perea, znana również jako Macademian Girl (ur. 22 października 1989 w Szczecinie) – polska blogerka modowa, prezenterka telewizyjna, stylistka, celebrytka oraz terapeutka ustawień systemowych i leczenia dźwiękiem; z wykształcenia architektka wnętrz.

## Życiorys
Przed rozpoczęciem kariery w mediach pracowała jako stylistka oprawek w salonie marki Vision Express.
10 kwietnia 2011 założyła blog modowy „Macademian Girl”, który w 2012 został okrzyknięty najlepszym blogiem o modzie w plebiscycie magazynu „Press”. Prowadziła własne rubryki w magazynach „Glamour” i „Grazia”. W 2016 została finalistką pierwszej edycji programu rozrywkowego TVN Agent – Gwiazdy. W 2017 prowadziła program Polsatu Supermodelka Plus Size, a w latach 2018–2020 współprowadziła serwis śniadaniowy TVP2 Pytanie na śniadanie. W 2019 w parze z Rafałem Maserakiem została półfinalistką dziewiątej edycji programu Polsatu Dancing with the Stars. Taniec z gwiazdami. W 2020 poprowadziła drugą edycję programu TVP2 Dance Dance Dance.
W 2020 zamknęła blog modowy i otworzyła witrynę internetową poświęconą rozwojowi osobistemu, poza tym zaczęła zajmować się coachingiem, który opiera na praktykach zaczerpniętych z tradycji sufizmu, propagując system poznawania własnej osobowości na przykładzie enneagramu. Promuje też m.in. jogę, buddyjską medytację, filozofię wu wei oraz zażywanie szamańskiej tabaki rape. Swoją działalność łączy z różnymi nurtami i poglądami psychologii naukowej. Podejmowane przez nią inicjatywy są skierowane przede wszystkim do kobiet, a jej główny projekt nosi nazwę Moc afrodyty – obudź w sobie Boginię. W lipcu 2021 otworzyła sklep internetowy Laparica, w którym sprzedaje m.in. etniczną odzież, biżuterię i akcesoria szamańskie. Również w 2021 została „mędrczynią” w trzeciej edycji programu Fort Boyard. W sierpniu 2022 TVP1 wyemitowała program Sprawa dla reportera, w którym Gonzalez Perea wystąpiła jako specjalistka od leczenia dźwiękiem. Występ był szeroko komentowany w ogólnopolskich mediach oraz krytykowany przez psychologów i internautów.

## Życie prywatne
Jest córką prawniczki i inżyniera. Jej matka jest Polką, a ojciec był Panamczykiem i został zamordowany, gdy Tamara miała dwa lata.
Ukończyła naukę w Gimnazjum nr 16 i XIII Liceum przy Zespole Szkół Ogólnokształcących nr 7 w Szczecinie. Studiowała architekturę wnętrz na Akademii Sztuk Pięknych w Poznaniu, a na drugim roku studiów przeniosła się na Akademię Sztuki w Szczecinie. W 2019 rozpoczęła studia transpersonalne z zakresu psychologii.  
Jest wegetarianką. Propaguje zalety zdrowotne diety bezmięsnej, jest również przeciwniczką zabijania zwierząt dla celów spożywczych. Krytykuje zarazem tworzenie ubrań m.in. z futer czy skóry zwierzęcej. Popularyzuje terapię Hellingera, która przez sporą część specjalistów uznawana jest za pseudonaukową i w wielu krajach jej propagowanie jest prawnie zakazane.